# Републикански път III-662
Републикански път IIІ-662 е третокласен път, част от Републиканската пътна мрежа на България, преминаващ по територията на области Сливен и Велико Търново. Дължината му е 71,8 км.
Пътят се отклонява надясно при 29,1 км на Републикански път II-66 в северната част на град Нова Загора и се насочва в северна посока. Преминава през село Кортен, преодолява чрез ниска седловина Сърнена Средна гора, при село Баня пресича река Тунджа и навлиза в Твърдишката котловина. Пресича котловината в северозападна посока, достига до град Твърдица, след което се изкачва по южния склон на Елено-Твърдишка планина на Стара планина, като я преодолява чрез Твърдишкия проход (1045 м). След това слиза по северния склон на планината и в центъра на град Елена се свързва с Републикански път III-551 при неговия 34,3 км.
| Пътища, отклоняващи се надясно (населено място, № на пътя, посока на пътя) | Км   | Пътища, отклоняващи се наляво (посока на пътя, № на пътя, населено място) |
| -------------------------------------------------------------------------- | ---- | ------------------------------------------------------------------------- |
| Община Нова Загора, Област Сливен, II-66, 29,1 км, гр. Нова Загора →       | 0,0  | → гр. Нова Загора, 29,1 км, II-66, Област Сливен, Община Нова Загора      |
| с. Кортен                                                                  | 4,5  | → с. Кортен, общински път (за с. Асеновец)                                |
| (за с. Червенаково) общински път, с. Баня ←                                | 13   | с. Баня                                                                   |
| Община Твърдица, (за гр. Шивачево) общински път ←                          | 15,3 | Община Твърдица                                                           |
| (до гр. Бургас) I-6, 357,8 км ←                                            | 19,1 | ← 357,8 км, I-6 (от ГКПП Гюешево)                                         |
| (за с. Сборище) общински път ←                                             | 20   |                                                                           |
|                                                                            | 21,3 | → общински път (за с. Оризари)                                            |
| (за с. Сборище) общински път ←                                             | 23,6 |                                                                           |
| гр. Твърдица                                                               | 29,8 | ← гр. Твърдица, 37,4 км III-5007 (от 213,9 км на I-5)                     |
| Община Елена, Област Велико Търново                                        | 47,2 | Област Велико Търново, Община Елена                                       |
| (за с. Горни Танчевци) общински път ←                                      | 56,2 |                                                                           |
| (за с. Николчовци) общински път ←                                          | 57,4 |                                                                           |
| (за с. Кожлювци) общински път ←                                            | 59,3 |                                                                           |
|                                                                            | 59,9 | → общински път (за селата Габрака и Папратлива)                           |
| (за с. Буйновци) общински път, с. Котуци ←                                 | 61,5 | с. Котуци                                                                 |
|                                                                            | 63,7 | → общински път (за селата Веселина и Райновци)                            |
| (до 45,5 км на II-53) III-551, 34,3 км, гр. Елена ←                        | 71,8 | ← гр. Елена, 34,3 км III-551 (от 0 км на II-55)                           |